# Амбазак
Амбазак (фр. Ambazac) насеље је и општина у централној Француској у региону Лимузен, у департману Горња Вијена која припада префектури Лимож.
По подацима из 2005. године у општини је живело 5 132 становника, а густина насељености је износила 89 становника/km². Општина се простире на површини од 57,83 km². Налази се на средњој надморској висини од 345 метара (максималној 666 m, а минималној 243 m).

## Демографија
| 1962. | 1968. | 1975. | 1982. | 1990. | 1999. | 2011. |
| ----- | ----- | ----- | ----- | ----- | ----- | ----- |
| 3.655 | 3.767 | 3.929 | 4.657 | 4.889 | 4.836 | 5.555 |

График промене броја становника у току последњих година